# Balkanflugsnappare
Balkanflugsnappare (Ficedula semitorquata) är en fågel i familjen flugsnappare inom ordningen tättingar som förekommer i sydöstra Europa och västra Asien.

## Utseende och levnadssätt
Balkanflugsnapparen är nära släkt med och mycket lik de tre andra svartvita flygsnapparna i västpalearktis. I utseendet är den en mellanting mellan halsbandsflugsnappare (Ficedula albicollis) och svartvit flugsnappare (Ficedula hypoleucos). Jämfört med svartvit har hanen mer vitt på halssidan och mer vitt på basen av handpennorna, och av de tre arterna har den allra mest vitt på stjärtbasen. Unikt för arten både hos hane och hona är vitspetsade mellersta vingtäckare.

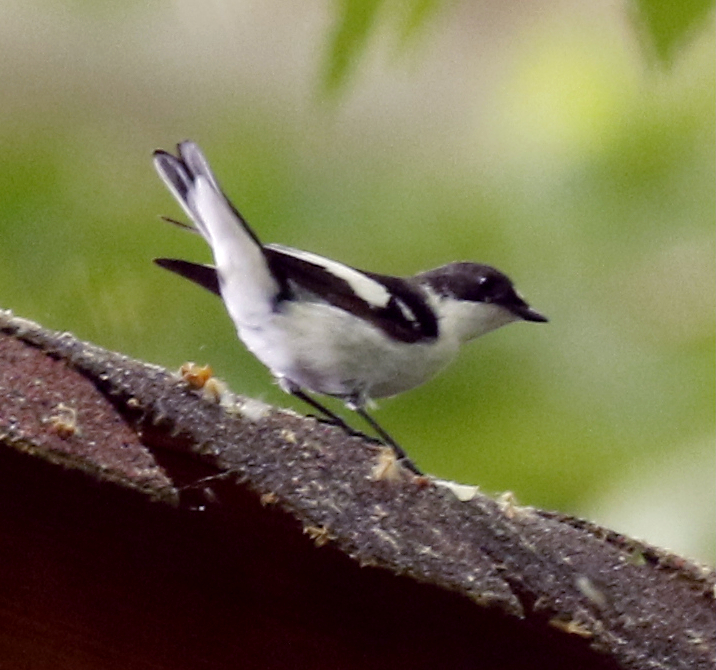
Balkanflugsnappare i floden Strumas dalgång i Bulgarien.

### Läte
Balkanflugsnapparens lockläte, ett kort och rakt "tyyp", påminner mest om halsbandsflugsnapparens, men är lägre i tonhöjd, likt sibirisk gransångare. Sången är relativt svag med liknande pressade toner som halsbandsflugsnappare men i rytmen mer som svartvit flugsnappare.

### Ekologi

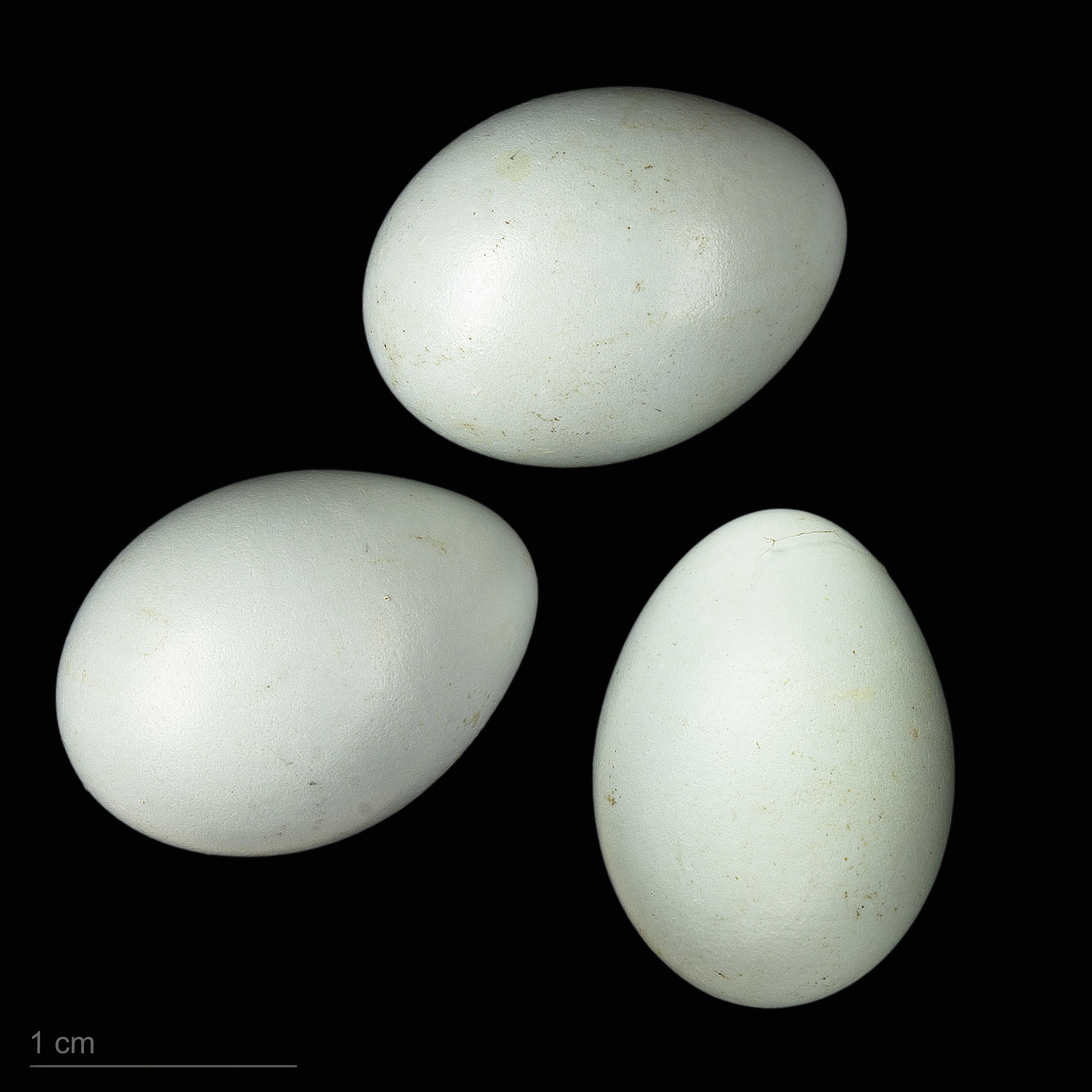
Ficedula semitorquata

Balkanflugsnappare häckar i blandskog och lövskog i bergstrakter, gärna med ek eller avenbok, gärna utmed floder och i dungar, upp till 2.000 meter över havet.  Den återfinns också i sumpskog och översvämningsskog med smalbladig ask (Fraxinus angustifolia) eller i galleriskog med orientalisk platan (Platanus orientalis). Tillfälligtvis häckar den även i gamla eller övergivna trädgårdar och stadsparker. Den häckar i trädhål utmejslade av hackspettar, men häckar även i holkar.

## Utbredning och systematik
Fågeln är en flyttfågel som häckar från bergsskogar på Balkanhalvön till nordvästra Iran. Den övervintrar i östra Afrika och uppträder sällsynt i Västeuropa. Tidigare har arten behandlats som underart till halsbandsflugsnappare, men DNA-studier visar att den är mer avlägset släkt och troligen systerart till en grupp med halsbandsflugsnappare, atlasflugsnappare (Ficedula speculigera) och svartvit flugsnappare.

## Status och hot
Arten anses minska i antal relativt kraftigt, troligen på grund av habitatförstörelse, varför internationella naturvårdsunionen IUCN kategoriserar den som nära hotad. I Europa, som tros motsvara 50-75% av utbredningsområdet, tros det häcka 21.400-87.300 par.